# Садула
Са Дула або Садула (*萨都剌, 1272 —1355) — китайський поет, художник та державний службовець часів династії Юань.

## Життєпис
Походив з родини військовиків з область Яньмень (сучасна територія провінції Шансі). Провів дитинство у злиднях. Був старшим з трьох братів в родині. У молодості займався приватним підприємництвом. Більшу частину життя провів у Цзяннань (область на південь від р. Янцзи). У 1327 році пройшов державні іспити на посаду і займав низку другорядних чиновницьких посад, завдяки яким багато подорожував по Китаю. Здав іспит на вищу ступінь цзіньши, будучи вже у зрілому віці. Як чиновник він показав себе таким, що не брав хабарів.
Обіймав при дворі Юань посаду цензора, але за викриття безчесних сановників його було вислано до провінції. Наприкінці життя відійшовши від чиновницьких обов'язків, провівши залишок життя в самоті в Ханчжоу.

## Поезія
Творчу спадщину Садули становить здебільшого збірка віршів з 14 цзюанів «Брама диких гусей»  (інша назва «Яньмень цзи» - «Збірква з Яньменя»). Містить близько 800 віршів. Більшу частину поетичної спадщини складають вірші у жанрі ши. Завдяки своїм віршам свого часу поет уславився при дворі імператора. Його вірші є зразком художнього слова і джерелом з історії епохи Юань, суспільного життя того часу. У ліриці Са Дула, переважно любовної та пейзажної, іноді помітно вплив пізньої танської поезії (Лі Бо), разом з тим вона відзначена природністю і свіжістю навіть у традиційних сюжетах. Са Дула твкож створив близько 40 віршів у жанрі ци, два з них на історич тему вважалися перлиною поезії епохи Юань.

## Мистецтво
Він здебільшого був продовжувачем традицій північної школи, яка склалася у початковий період династії Сун. найулюбленішими образами було зображення скель, гір, дерев, окремих поселень, будиночків, що знаходяться вдалеко у горах або десь на піку. Також в його доробку є картини-сувої із зображенням квітів та птахи, характерною є «Слива та горобець».